# Stéphane Pierre
Stéphane Pierre (sinh ngày 12 tháng 10 năm 1981) là một cầu thủ bóng đá người Mauritius thi đấu ở vị trí tiền vệ cho Petite Rivière Noire SC ở Mauritian League và cho Đội tuyển bóng đá quốc gia Mauritius.

## Sự nghiệp
Pierre dành hết sự nghiệp thi đấu cho Petite Rivière Noire SC ở Mauritian League, từ năm 2006. Anh giành chức vô địch Cúp bóng đá Mauritius cùng với PRNSC năm 2007.

## Sự nghiệp quốc tế
Pierre có màn ra mắt cho Mauritius ở Cúp COSAFA 2007 trước Nam Phi khi thay người ở giữa hiệp. Anh trở lại bóng đá quốc tế trong trận đấu tại Vòng loại Giải vô địch bóng đá châu Phi 2014 cho Mauritius trước Comoros năm 2012, lúc 31 tuổi. During the Cúp COSAFA 2013, Pierre ghi 3 bàn cho Mauritius để trở thành cầu thủ ghi nhiều bàn thắng thứ 2 giải đấu.